# 中山街道 (揭阳市)
中山街道，是中华人民共和国广东省揭阳市榕城区下辖的一个乡镇级行政单位。

## 行政区划
中山街道下辖以下地区：
店马社区、南门社区、东门社区和永革社区。